# Purmo kyrka
Purmo kyrka är en träkyrka i Purmo i Pedersöre kommun i Österbotten. Den används främst av Purmo församling.
Kyrkan är vackert belägen i centrum av Sisbacka i Purmo. Den används främst för gudstjänster, kyrkliga förrättningar och konserter.

## Historia
Hösten 1772 tog purmoborna i bruk sin nybyggda korskyrka i trä. Man antar att Antti Hakola från Alahärmä var byggmästaren. Församlingen fortsatte dock att fungera som kapell under Pedersöre fram till år 1867.
Purmo kyrka är i utmärkt skick efter den senaste invändiga renoveringen år 1999.

## Inventarier
Altartavlan, som målats av Sigvard I. Hedman från Uleåborg, bär årtalet 1828. Den föreställer Jesus på korset. Under denna finns en mindre tavla med nattvarden som motiv. Ovanför dörren till sakristian finns den gamla altartavlan från 1747, kyrkans äldsta föremål, med Guds namn som motiv. Tavlan är troligen en gåva från moderförsamlingen.
Predikstol och altaruppsats är sannolikt gjorda av mästersnickaren Johan Johansson Jofs från Ytteresse. Stora ljuskronan har köpts 1775 ”Gudi till ära och Överpurmo kyrka till prydnad” av ett antal församlingsbor. Votivskeppet, med årtalet 1774, sägs vara gjort av byggmästare Klubb i Pedersöre. Mellan östra och södra korsarmen finns stora ljusstaken inköpt av Jonas Storbacka år 1840.
År 1969 invigdes orgeln, som är byggd av Hans Heinrich och har 22 stämmor. Den gamla lybeckska fasaden har bibehållits.
Kyrkklockorna uppges vara gjorda i Stockholm av Johan Jac. Mårtensson år 1776. Storklockan har följande bibliska inskription: O land, land, land! Hör Herrens ord! På lillklockan kan man läsa bl.a. följande: När du hör mitt gälla ljud, lyd Guds ord i tro på Gud, som dig skapat återlöst med sitt blod och är din tröst.